# Aivaras Stepukonis
Aivaras Stepukonis (ur. 28 września 1972) – litewski piosenkarz, kompozytor i realizator dźwięku.

## Życiorys

### Wykształcenie
W 1995 ukończył studia licencjackie z teologii i filologii na Uniwersytecie Franciszkanów w Steubenville, dwa lata później obronił tytuł magistra filologii na Międzynarodowej Akademii Filologii w Liechtensteinie. W 2005 otrzymał stopień doktora w Instytucie Litewskiej Kultury, Filozofii i Badania Sztuki, a rok później opublikował monografię na temat Maxa Schelera i socjologii wiedzy, zatytułowaną Pavergto mąstymo problema: Maxas Scheleris ir žinojimo sociologijos ištakos. W 2007 otrzymał stypendium badawcze od organizacji UNESCO oraz Keizō Obuchi, dzięki czemu podjął studia na Uniwersytecie Hawajskim.

### Kariera muzyczna
W latach 1998–2001 był wokalistą zespołu Pėdsakai, z którym wydał album pt. Gyviesiems. W 2001 zaczął karierę solową i otrzymał nominację do tytułu artysty roku w plebiscycie magazynu „Bravo”. W lutym 2002 z piosenką „Happy You” wziął udział w krajowych eliminacjach do 47. Konkursu Piosenki Eurowizji organizowanego w Tallinnie. W finale selekcji zajął drugie miejsce, przegrywając z piosenką „We All” formacji B’Avarija, która została zdyskwalifikowana z udziału wskutek naruszenia zasad konkursu. Wówczas Europejska Unia Nadawców podjęła decyzję, że Stepukonis będzie reprezentował Litwę w finale Eurowizji. 25 maja wystąpił w finale jako ostatni, 24. w kolejności i zdobył łącznie 12 punktów, zajmując 23. miejsce. Po finale przyznał, że nie rozumie werdyktu, jednak nie zamierza zawieszać kariery w Litwie.
W 2002 wydał debiutancki album studyjny, zatytułowany po prostu Aivaras. W kolejnych latach zaprezentował jeszcze dwie płyty: Myliu arba tyliu (2005) i Sage & Fool (2010). Jest także kompozytorem piosenek i realizatorem dźwięku dla innych wykonawców.

## Dyskografia
Albumy studyjne
- Gyviesiems (1998; z zespołem Pėdsakai)
- Aivaras (2002)
- Myliu arba tyliu (2005)
- Sage & Fool (2010)